# جون فرازير (صحفي)
جون فرازير هو صحفي كندي، ولد في 5 يونيو 1944.